# Catocala bunkeri
Catocala bunkeri är en fjärilsart som beskrevs av Augustus Radcliffe Grote 1876. Catocala bunkeri ingår i släktet Catocala och familjen nattflyn. Inga underarter finns listade i Catalogue of Life.